# Rodolfo Mondolfo
Rodolfo Mondolfo (Senigália, 20 de agosto de 1877 — Buenos Aires, 15 de julho de 1976) foi um filósofo, professor italiano radicado na Argentina, onde exilou-se do regime fascista.

## Biografia
Mondolfo estudou na Universidade de Florença, graduando-se em filosofia no ano de 1899, vindo a seguir a lecionar História da Filosofia em várias universidades da Itália, ocupando a cátedra na Universidade de Bolonha de 1913 a 1938.
Forçado ao exílio pela ditadura fascista de Benito Mussolini a deixar o país natal, transferiu-se para a Argentina onde lecionou nas universidades de Córdoba e de Tucumán, lecionando cursos em outras universidades tanto daquele país quanto de outras nações americanas.
Em 1945 foi-lhe devolvida a pasta na Universidade de Bolonha, sendo nomeado Emérito em 1952; em 1949 recebeu o "Prêmio Nacional" da Academia dei Lincei, de Roma, ao passo que o governo grego o condecorou por suas obras sobre a filosofia.
Publicou mais de quatrocentos livros, versando além da filosofia e sua história, também sobre sociologia, ética, pedagogia e metodologia.